# Chagrin (Mikroskopie)
Als Chagrin (englisch shagreen) bezeichnet man in der Geologie einen optischen Effekt bei der Mikroskopie von Gesteinen im Dünnschliff. Das Chagrin ermöglicht eine erste, grobe Abschätzung des Brechungsindex.
Der Name „Chagrin“ stammt aus dem Französischen und wird dort für genarbtes Leder verwendet, das dem hier besprochenen Chagrin von der Textur her ähnelt.

## Beschreibung
Als Chagrin wird die runzelige, genarbte und rau erscheinende Struktur im Inneren eines Minerals bezeichnet. Minerale, deren Brechungsindex sich vom Einbettungsmedium stärker unterscheidet, zeigen ein stärkeres Chagrin. Ebenso wie beim Relief kann in positives und negatives Chagrin unterschieden werden. Negatives Chagrin zeigt sich bei Mineralen mit einem Brechungsindex unter dem des Einbettungsmediums, es scheint sich räumlich vom Beobachter weg auszubuchten.
Umgekehrt bildet sich positives Chagrin bei Mineralen mit einem Brechungsindex über dem des Einbettungsmediums, es scheint sich räumlich zum Beobachter hin auszubuchten.
Insbesondere ist das Chagrin als optische Eigenschaft bei optisch anisotropen Mineralen auch richtungsabhängig (siehe Beispiel mit Kalzit unten).
Das Chagrin ist auch von den Einstellungen des Mikroskops abhängig: So erhöht das Schließen der Leuchtfeldblende das Chagrin, wohingegen das Einklappen der Kondensor-Frontlinse das Chagrin verringert. Daher sollte bei dem Vergleich des Chagrins verschiedener Minerale die Beleuchtungseinstellungen unverändert bleiben.

## Bilder

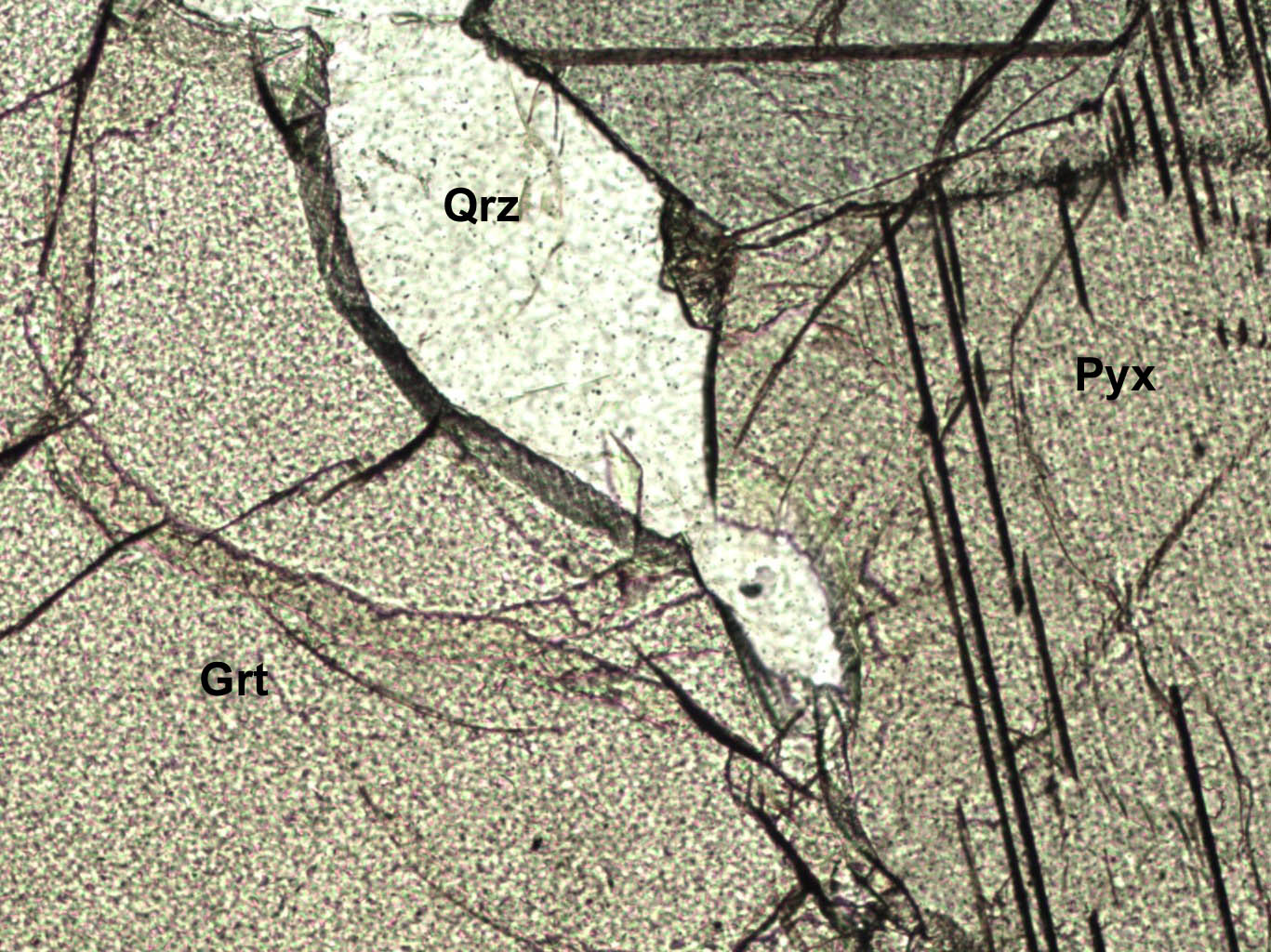
Dünnschliff, der einen Quarz (Qrz), einen Granat (Grt) und ein Pyroxen (Pyx) zeigt. Der Quarz hat dieselbe Lichtbrechung wie das Einbettungsmedium (1,54) und zeigt daher nur ein geringes Chagrin. Der Granat besitzt eine sehr hohe Lichtbrechung (um die 1,8), die in einem hohen Chagrin resultiert. Minerale der Pyroxengruppe besitzen eine niedrigere Lichtbrechung als der Granat und haben daher auch ein schwächeres Chagrin. Bildhöhe ca. 1 Millimeter.
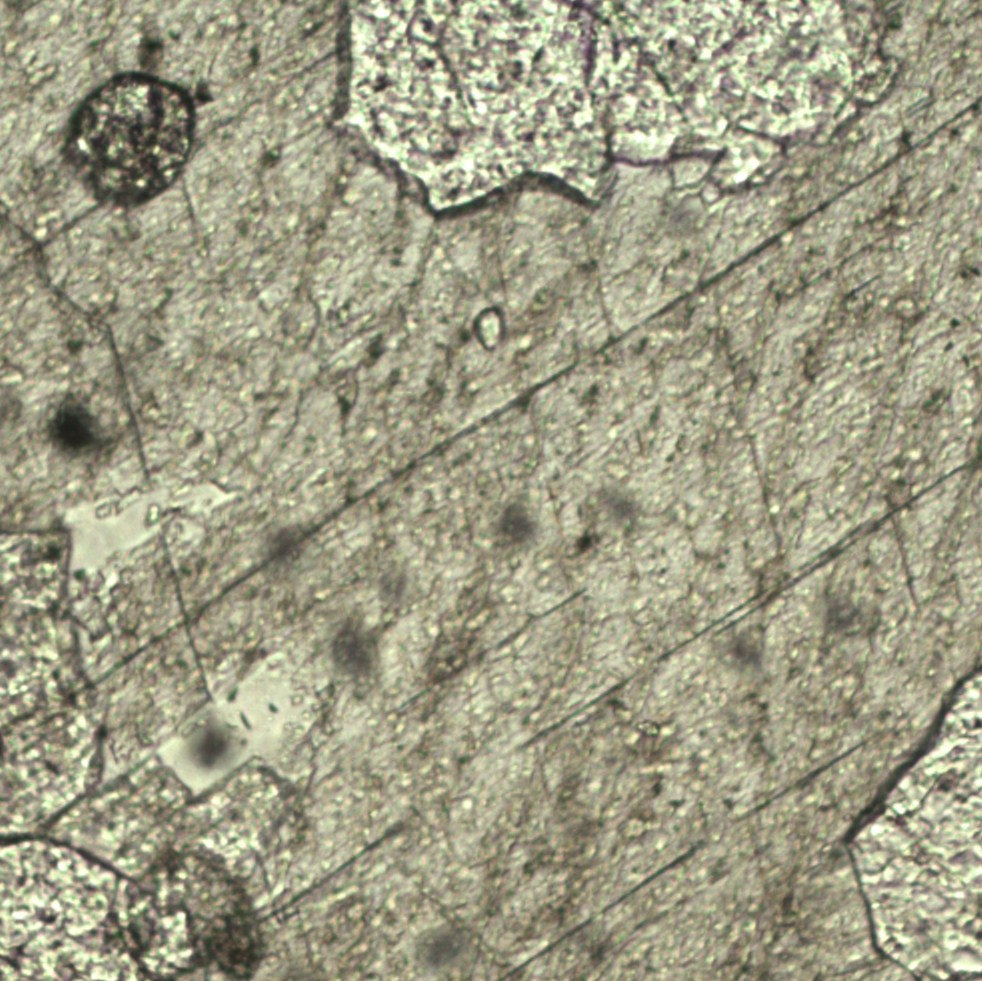
Dünnschliff mit Kalzit. Das Chagrin ist klar zu erkennen. Bildbreite 330 Mikrometer.
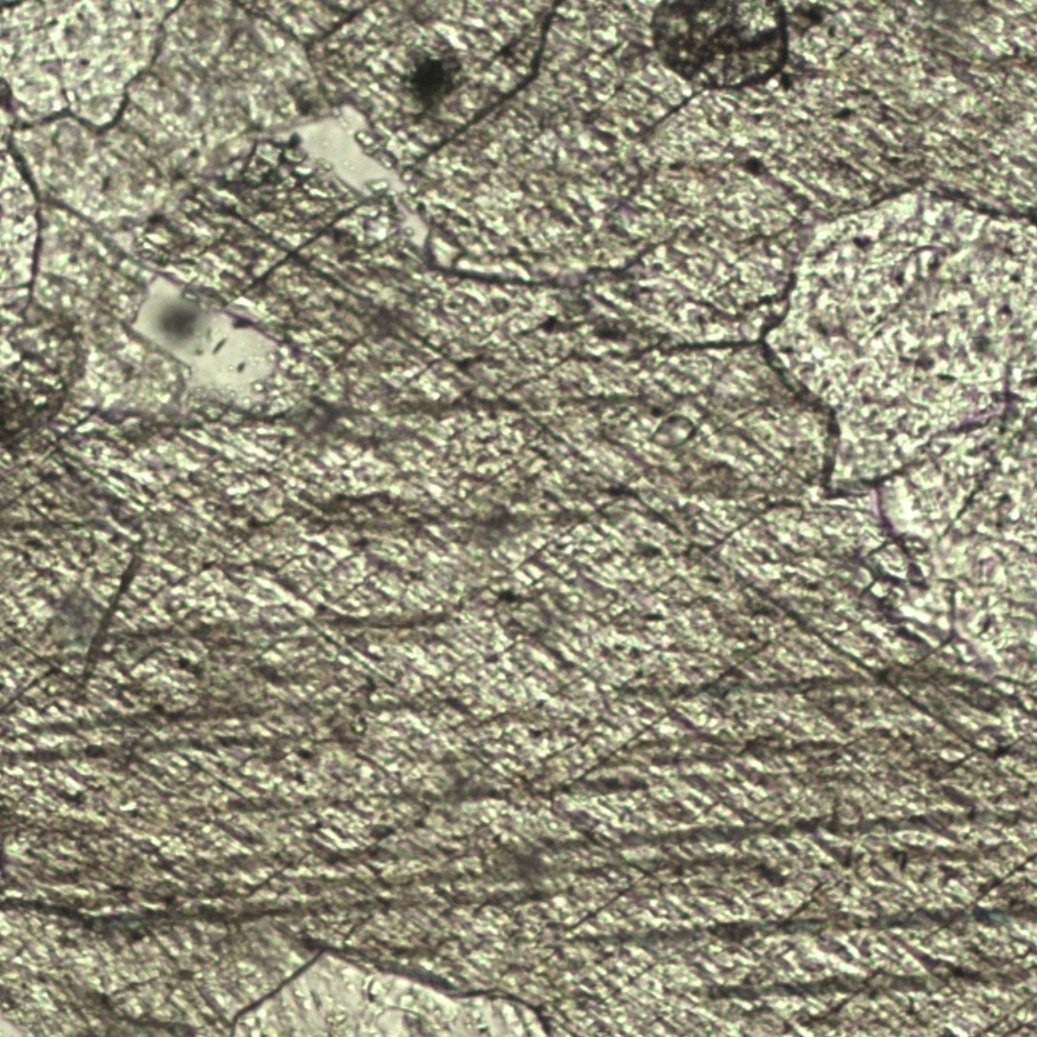
Derselbe Dünnschliff wie oben, jedoch um 45 Grad im Uhrzeigersinn rotiert, woraus eine Änderung des Chagrins resultiert. Dies ist ein Beispiel für die Richtungsabhängigkeit des Chagrins. Bildbreite 330 Mikrometer.

## Entstehung
Das Chagrin entsteht durch die Unebenheiten auf der Oberfläche des Schliffs. Wird dieser in das Einbettungsmedium gegeben, so kleidet dies die Unebenheiten aus. Durch die unterschiedlichen Brechungsindizes des Einbettungsmediums kommt es dann zu optischen Effekten (Lichtbeugung, Lichtbrechung, Totalreflexion), welche umso stärker ausfallen, je größer die Differenz der Brechungsindizes ist. Dadurch entsteht an diesen Strukturen im mikroskopischen Bild ein wahrnehmbarer Helligkeitsunterschied.